# South Russell
South Russell é uma vila localizada no estado norte-americano de Ohio, no Condado de Geauga.

## Demografia
Segundo o censo norte-americano de 2000, a sua população era de 4022 habitantes.
Em 2006, foi estimada uma população de 3986, um decréscimo de 36 (-0.9%).

## Geografia
De acordo com o United States Census Bureau tem uma área de
10,1 km², dos quais 10,0 km² cobertos por terra e 0,1 km² cobertos por água. South Russell localiza-se a aproximadamente 326 m acima do nível do mar.

## Localidades na vizinhança
O diagrama seguinte representa as localidades num raio de 8 km ao redor de South Russell.